# Інфекційний теносиновіт
Інфекційний теносиновіт — це бактеріальне запалення оболонки сухожилка. Типовими симптомами ураження сухожилка-згинача пальця є підвищена чутливість у цій ділянці, напівзігнуте положення пальця, біль при випрямленні та набряк усього пальця. Підвищена температура спостерігається приблизно в 20% випадків. Також нерідко уражуються зап’ястя або стопи.
Інфекція може виникнути після травми (наприклад, порізу або укусу) або поширитися з інших вогнищ інфекції в організмі. До факторів ризику належать цукровий діабет та внутрішньовенне вживання наркотичних речовин. Найчастішим збудником є Staphylococcus aureus,  однак можливими є також Pseudomonas aeruginosa, Pasteurella multocida та Neisseria gonorrhoeae (гонокок) Діагноз, як правило, встановлюється на основі клінічного огляду. Методики візуалізації можуть допомогти уточнити діагноз і виключити інші ускладнення.
Ураження згиначів кисті потребує термінового лікування. Легкі випадки лікують внутрішньовенними антибіотиками та іммобілізацією пальця. У тяжких випадках потрібне хірургічне втручання. ноді може виникнути потреба в ампутації. Близько 10%–25% пацієнтів мають стійке обмеження рухливості. ІСеред інших можливих ускладнень — розрив сухожилка або теносиновіт із защемленням сухожилка (клацальний палець).
Інфекційний теносиновіт зустрічається рідко— становить 2,5–9,5% усіх інфекцій кисті. Класичну клінічну картину вперше описав у 1912 році Аллен Канавел. Він також підкреслив важливість хірургічного дренування як ключового елементу лікування.